# سانتیبانیس دل بال
سانتیبانیس دل بال (به اسپانیایی: Santibáñez del Val) یک شهرستان در اسپانیا است که در کاستیا و لئون واقع شده‌است.

## خصوصیات
سانتیبانیس دل بال ۱۴٫۹۶ کیلومترمربع مساحت و ۶۵ نفر جمعیت دارد و ۹۴۶ متر بالاتر از سطح دریا واقع شده‌است.